# Leioproctus isabelae
Leioproctus isabelae är en biart som först beskrevs av Urban 1995.  Leioproctus isabelae ingår i släktet Leioproctus och familjen korttungebin. Inga underarter finns listade i Catalogue of Life.